# أخبار الشحن (فلم)
أخبار الشحن (بالإنجليزية: The Shipping News) هو فيلم دراما أمريكي صدر عام 2001، من إخراج لاسي هالستروم ومستوحى من رواية بنفس الاسم للكاتبة آني برولكس. نجوم الفيلم هم: كيفين سبيسي بدور كويل، جودي دينش بدور أغنيس هام، و جوليان مور بدور ويفي براوس. بالإضافة إلى كيت بلانشيت، بيتي بوستليتوايت، سكوت جلين، ريس ايفانز، جيسون بير، و غوردون بينسنت.

## طاقم التمثيل
- كيفين سبيسي بدور كويل
- جوليان مور بدور ويفي براوس
- جودي دينش بدور أغنيس هام
- كيت بلانشيت بدور بيتل
- بيتي بوستليتوايت بدور تيرت كارد
- سكوت جلين بدور جاك باغيت
- ريس ايفانز بدور بوفيلد ناتبيم
- غوردون بينسنت بدور بيلي بريتي
- جيسون بير بدور دينيس باغيت
- لاري باين بدور بايونات ميلفيل
- جانيتا أرنيت[الإنجليزية] بدور سيلفر ميلفيل
- كاثرين موينج بدور غريس موسوب
- مارك لورانس بدور كازن نولان
- جون دونسورث[الإنجليزية] بدور غاي كويل

## وصلات خارجية
- الموقع الرسمي
- أخبار الشحن على موقع IMDb (الإنجليزية)
- أخبار الشحن على موقع ميتاكريتيك (الإنجليزية)
- أخبار الشحن على موقع الموسوعة البريطانية (الإنجليزية)
- أخبار الشحن على موقع روتن توميتوز (الإنجليزية)
- أخبار الشحن على موقع نتفليكس (الإنجليزية)
- أخبار الشحن على موقع قاعدة بيانات الأفلام العربية
- أخبار الشحن على موقع ألو سيني (الفرنسية)
- أخبار الشحن على موقع Turner Classic Movies (الإنجليزية)
- أخبار الشحن على موقع أول موفي (الإنجليزية)
- أخبار الشحن على موقع بوكس أوفيس موجو (الإنجليزية)